# Gewehr G29
Das G29 ist das Scharfschützengewehr mittlerer Reichweite der Bundeswehr. Es wird von C. G. Haenel in Suhl hergestellt und löst beim Kommando Spezialkräfte und Kommando Spezialkräfte der Marine das G22 sukzessiv ab.

## Geschichte
Der Auftrag für das Scharfschützengewehr mittlerer Reichweite wurde 2014 von der Bundeswehr ausgeschrieben. Gefordert war eine „Scharfschützenwaffe mittlere Reichweite, bestehend aus Gewehr, Ziel- und Zielhilfsmitteln, Zubehör und Munition“ als Repetiergewehr für den präzisen Einzelschuss im Kaliber 8,6 × 70 mm einschließlich Zieloptik und Zubehör.
Die Leistungsbeschreibung forderte den „Einsatz in Gebieten mit den Klimakategorien A1-3, B1-3 und C0-2 gemäß STANAG 4370 ohne Einschränkung der Funktionalität“ und „Adaptionsfähigkeit für den in die Bundeswehr eingeführten Nachtsichtvorsatz (NSV) 80“, ein Kaliberwechsel durch Austauschläufe war nicht Bestandteil der Leistungsbeschreibung. Neben Haenel kam Unique Alpine mit dem TPG-3 A4 in die engere Auswahl. Haenel erhielt im Februar 2016 den Zuschlag und liefert das Modell RS9 als Gewehr G29. Das erste Los umfasst 115 Waffen.

## Technik
Das G29 ist ein Repetiergewehr mit Kammerverschluss im Kaliber 8,6 × 70 mm. Der kaltgehämmerte freischwingende Präzisionslauf hat eine Dralllänge von 254 mm (10 Zoll) und trägt eine kombinierte Mündungsbremse/-feuerdämpfer von B&T. Der Verschluss öffnet/schließt durch eine 60-Grad-Drehung und verriegelt mit 6 in zwei Reihen angeordneten Warzen.
Das Verschlussgehäuse ist mit einer sandfarbenen Ilaflon-Beschichtung, ähnlich RAL 8000, versehen und trägt eine lange NATO-STANAG-4694-Schiene auf der Gehäuseoberseite sowie vier weitere kurze Montageschienen an den Schaftseiten. Hier kann beispielsweise ein biathlonähnliches Tragesystem montiert werden. Die in der Länge verstellbare Schulterstütze ist anklappbar, was die Gesamtlänge der Waffe auf 990 mm verringert. Sie trägt eine höhenverstellbare Schaftkappe und eine ebenfalls höhenverstellbare Wangenauflage. An ihrer Unterseite befindet sich ein verstellbarer Erdsporn. Am skelettierten Vorderschaft ist das höhenverstellbare Zweibein montiert. Der Pistolengriff ist ergonomisch geformt.
Das Abzugsgewicht lässt sich zwischen 10 und 20 N einstellen. Die Einsatzreichweite gegen Mannziele beträgt etwa 1500 m.

### Zubehör
Das G29 wird standardmäßig mit einem Steiner-Military-Zielfernrohr (5–25 × 56) auf einer Era-Tac-Montage und einem Aimpoint Micro-T2 als Reflex- und Notvisierung ausgerüstet. Zum Zubehör gehört ein B&T-Monoblock-Schalldämpfer.

## Nutzer
Deutschland: GSG 9 der BPOL, Kommando Spezialkräfte und Kommando Spezialkräfte der Marine

## Ähnliche Waffen
Das amerikanische Barrett M82 wird bei der Bundeswehr als Scharfschützengewehr im Kaliber 12,7 × 99 mm NATO eingesetzt, Bundeswehrbezeichnung G82.